# Twelve: Sengoku Hōshinden
Twelve: Sengoku Hōshinden (Twelve～戦国封神伝～) est un tactical RPG développé par Tenky et édité par Konami. Il est sorti le 25 août 2005 sur PlayStation Portable, uniquement au Japon.